# クリスティアン・ケンジ・ワガツマ・フェレイラ
カズ（Kazu）ことクリスティアン・ケンジ・ワガツマ・フェレイラ（ポルトガル語: Christian Kendji Wagatsuma Ferreira、2000年3月18日 - ）は、ブラジルのサッカー選手。ポジションはDF。

## クラブ歴
コリチーバFCの下部組織出身で2020年にトップチームに昇格。同年2月8日のカンピオナート・パラナエンセで選手初出場を記録し、フル出場した。

## 代表歴
U-15代表として2015年にU-15南米選手権に出場。
U-17代表として2017年に2017 南米U-17選手権に出場した。

## 人物
憧れの選手としてハフィーニャ、アドリアーノ・コレイアの名前をあげている。
また、三浦知良も彼の存在を認識しており、三浦がコリチーバでプレーしていた事から後輩に当たる。UDオリヴェイレンセでは三浦知良とチームメイトとなった。